# Red Centre
Als Red Centre wird die charakteristische Halbwüste mit rotem Sand im Zentrum des australischen Kontinents im Outback des Northern Territory bezeichnet. Es erstreckt sich auf einer Fläche von zirka einer Million km² in etwa entlang der Grenzlinien zwischen den Territorien Western Australia, South Australia und Queensland, im Nordosten bis etwa zu einer Höhe von Tennant Creek und im Nordwesten bis zur Tanami Desert.

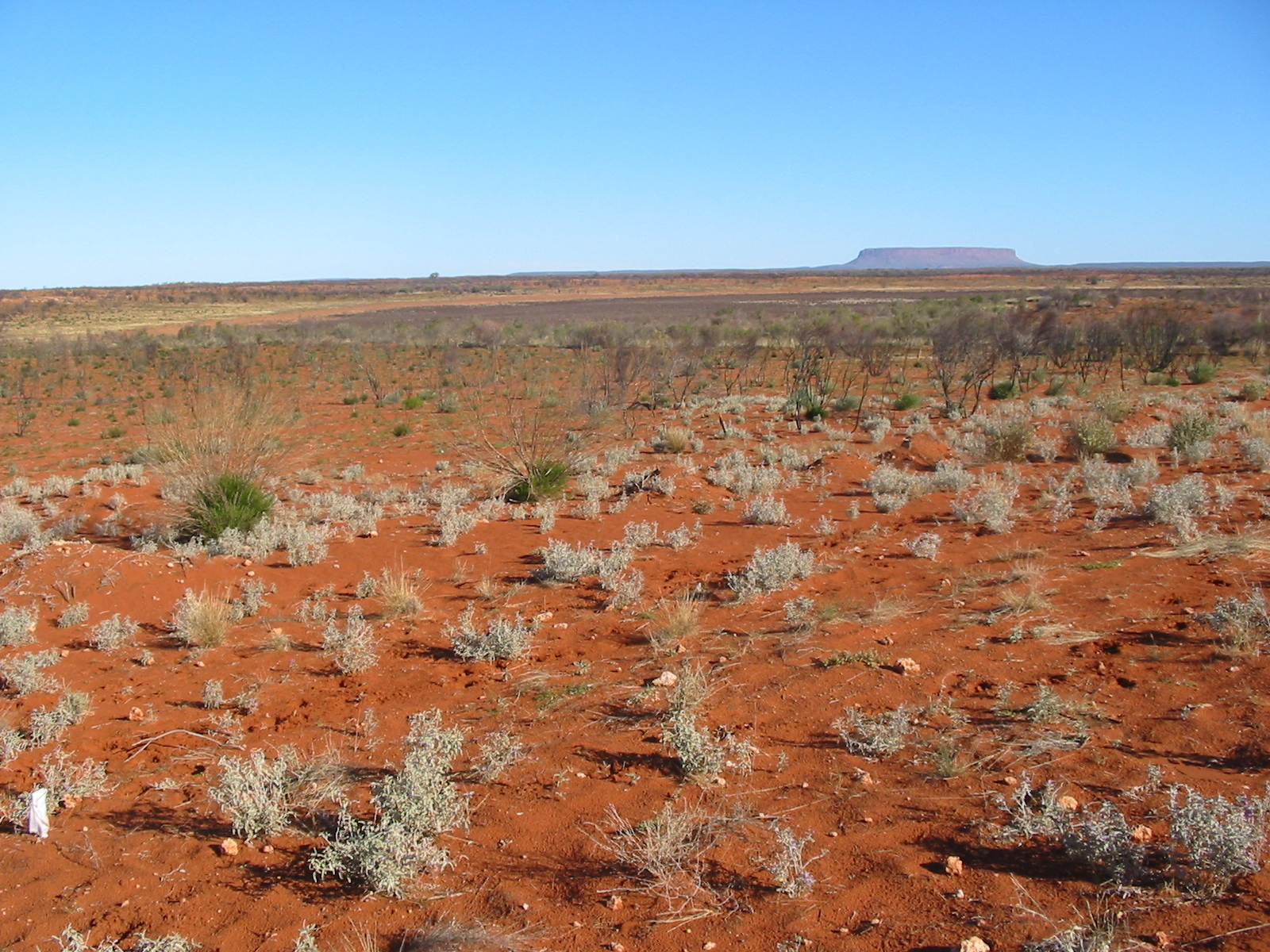
Ebene ca. 40 km östlich des Mount Conner

Typisch für die Sandwüsten Australiens sind die über etliche Kilometer in Abständen von 30 bis 500 m parallel verlaufenden, großteils bewachsenen Sanddünen. Diese sind 5 bis 15 m hoch und häufig mehr als 10 km lang. Dazwischen liegen aber auch große Ebenen, die spärlich mit Stachelkopfgräsern (Triodia) bewachsen sind.
Die Landschaft ist geologisch über 800 Millionen Jahre alt. Sedimente eines prähistorischen Binnensees bilden die Grundlage der großen Monolithe, Felsendome und Findlinge.
Über die reichhaltige Tierwelt in Wüsten-Wadis und Sanddünen informiert der Alice Springs Desert Park. Die nachtaktiven scheuen Tiere zeigen sich in der freien Natur dem Besucher selten.
Die Aborigines, denen große Teile des Red Centres 1985 von der australischen Regierung zurückgegeben wurden, pflegen in Reservaten ihre Traditionen. Viele sind aber auch in der Tourismus-Branche tätig, arbeiten als Ranger in den Nationalparks, Reiseführer für Gruppen und gehen in Aboriginal-Kulturzentren an die interessierte Öffentlichkeit. Ihre Kunst, die uns aus prähistorischer Zeit als Höhlenmalerei bekannt geworden ist, wird bewusst mit den überlieferten Techniken wieder gepflegt und ist als Gemälde und Kunsthandwerk in zahlreichen Galerien in den Touristenzentren erhältlich.

## Infrastruktur

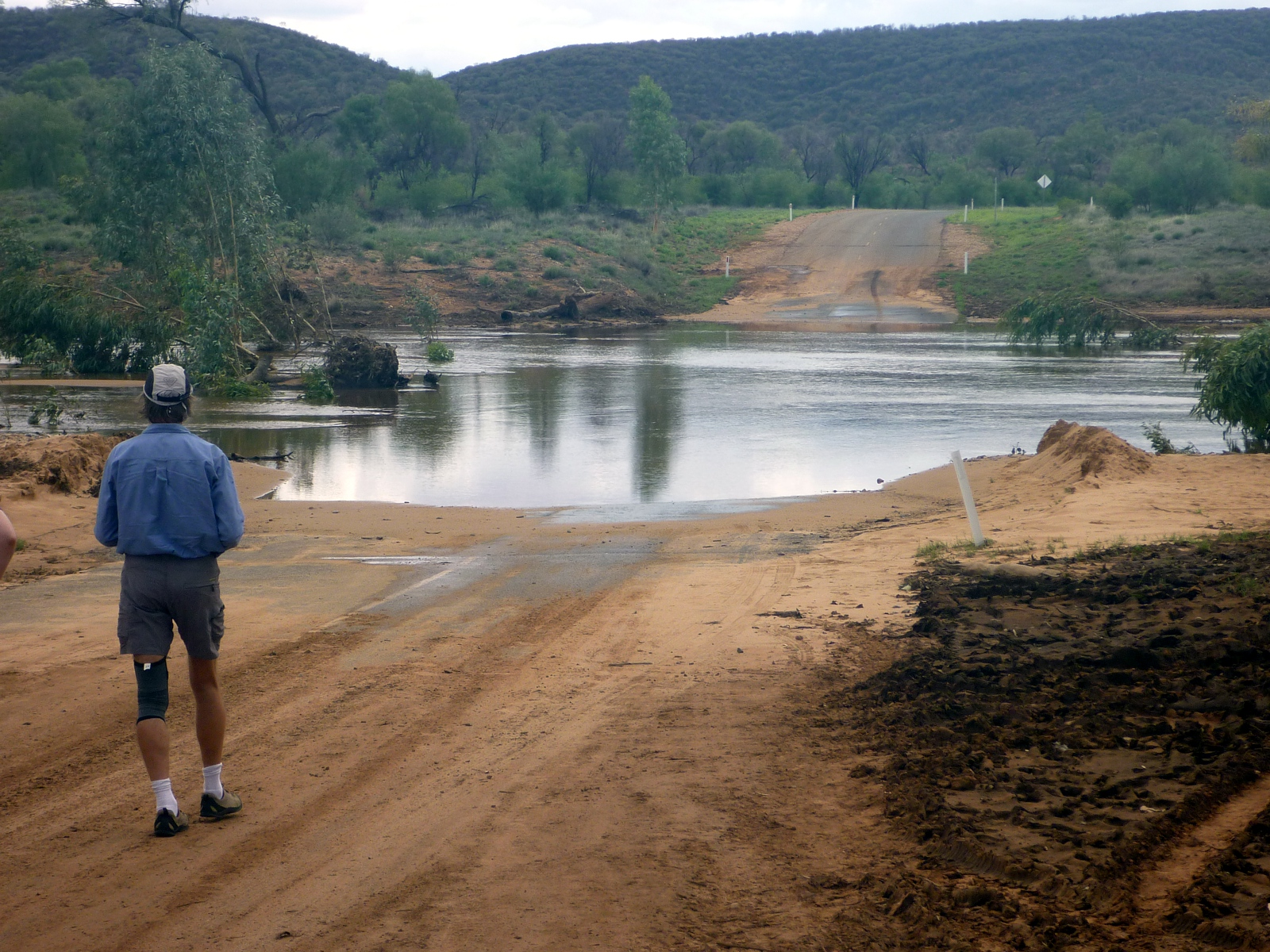
Überschwemmung am Larapinta Drive

- Urbaner Verkehrsknotenpunkt des Red Centre ist Alice Springs; der Flughafen Alice Springs wird von allen anderen Flughäfen Australiens (jedoch nicht international) angeflogen. Ein weiterer nationaler Flughafen befindet sich in der Nähe der Hotelanlage Ayers Rock Resort.
- Die Eisenbahnlinie Ghan von Adelaide endete früher in Alice Springs; seit 2004 ist sie durchgebaut bis Darwin.
- Der Stuart Highway von Port Augusta über Alice Springs nach Darwin ist die wichtigste Süd-Nord-Verbindungsstrecke durch das Red Centre.
- Eine weitere asphaltierte Fernverkehrsstraße (Lasseter Highway und Luritja Drive) bindet die Nationalparks ein, und eine dritte findet nach Nordwesten quer durch die Tanami-Wüste Anschluss an den Great Northern Highway.
- Nebenstrecken sind in der Regel nur mit Allradantrieb befahrbar; weite Teile des Outbacks außerhalb der Nationalparks sind unzugänglich.

Der Stuart Highway verfügt mittlerweile über Brücken, z. B. am Finke River, so dass er auch bei Hochwasser durchgehend befahrbar ist. Alle anderen Straßen und Wege kreuzen die meist trockenen Flusstäler unmittelbar. Nach Regenfällen können sie daher meterhoch unter Wasser stehen und unpassierbar werden.

## Touristische Ziele
Von Alice Springs werden bevorzugt besucht:
- Der Uluru-Kata-Tjuta-Nationalpark mit dem Uluru und den Kata Tjuta;
- Der Watarrka-Nationalpark mit der spektakulären Sandsteinschlucht des Kings Canyon;
- Der West-MacDonnell-Nationalpark mit steilen Schluchten, permanenten Wasserstellen und seltenen Tieren;
- Karlu Karlu, ein Gebiet mit gigantischen roten Granit-Blöcken ca. 100 km südlich von Tennant Creek.

## Reise-Literatur
- Louise Boston Lang: Australien. Vis à vis. Dorling Kindersley Reise, Ostfildern 2005, ISBN 3-928044-21-4.
- Roland Dusik: Australien Outback. DuMont Richtig reisen. 2. Auflage. Dumont Reiseverlag, Ostfildern 2005, ISBN 3-7701-4898-3.